# 포스만

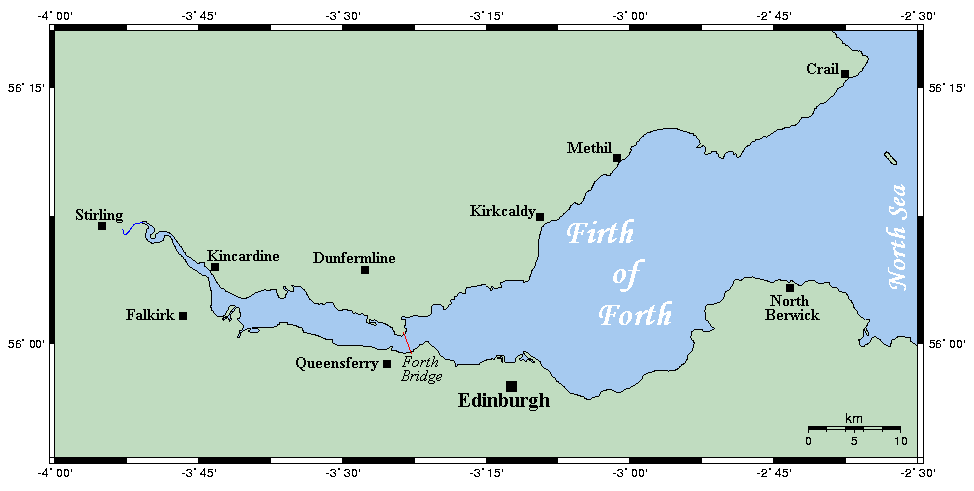
포스만

포스만(영어: Firth of Forth, 스코틀랜드 게일어: Linne Foirthe)은 스코틀랜드 동해안의 만이다. 주위의 지리로는 파이프, 에든버러, 웨스트로디언, 이스트로디언, 포스강이 있다. 많은 도시가 해안선을 따라 공업 지대를 형성하고 있다.